# Callia batesi
Callia batesi là một loài bọ cánh cứng trong họ Cerambycidae.